# Cantó de Castèlnòu de Montmiralh
El cantó de Castèlnòu de Montmiralh és un cantó francès del departament del Tarn, situat al districte d'Albi. Té 12 municipis i el cap cantonal és Castèlnòu de Montmiralh.

## Municipis
- Alans
- Andilhac
- Caüsac de Vera
- Campanhac
- Castèlnòu de Montmiralh
- La Ròca
- Montelhs
- Puègcèlsi
- Sant Bausèli
- Santa Ceselha del Cairon
- Lo Verdièr
- Vius

## Història
| Data d'elecció                           | Identitat          | Partit | Qualitat |
| ---------------------------------------- | ------------------ | ------ | -------- |
| 1979-1992                                | Claude Bouyssières | PS     |          |
| 1992-                                    | Paul Salvador      | UMP    |          |
| les dades anteriors no són pas conegudes |                    |        |          |
|                                          |                    |        |          |

## Demografia
| 1962  | 1968  | 1975  | 1982  | 1990  | 1999  | 2006  |
| ----- | ----- | ----- | ----- | ----- | ----- | ----- |
| 4.177 | 4.363 | 4.073 | 3.751 | 3.659 | 3.607 | 3.701 |